# Ґбо
Ґбо (англ. Gbo) — одне із 15 вождівств округу Бо Південної провінції Сьєрра-Леоне. Адміністративний центр — село Беліма.
Населення округу становить 5403 особи (2015; 5050 в 2004).

## Адміністративний поділ
У адміністративному відношенні вождівство складається з 3 секцій:
| № | Назва | Оригінальна назва | Площа, км² | Населення, осіб | Адміністративний центр |
| - | ----- | ----------------- | ---------- | --------------- | ---------------------- |
| 1 | Ґбо   | Gbo               | -          | -               | Беліма                 |
| 2 | Мар'ю | Maryu             | -          | -               | -                      |
| 3 | Ньява | Nyawa             | -          | -               | -                      |